# Barbara Massalska

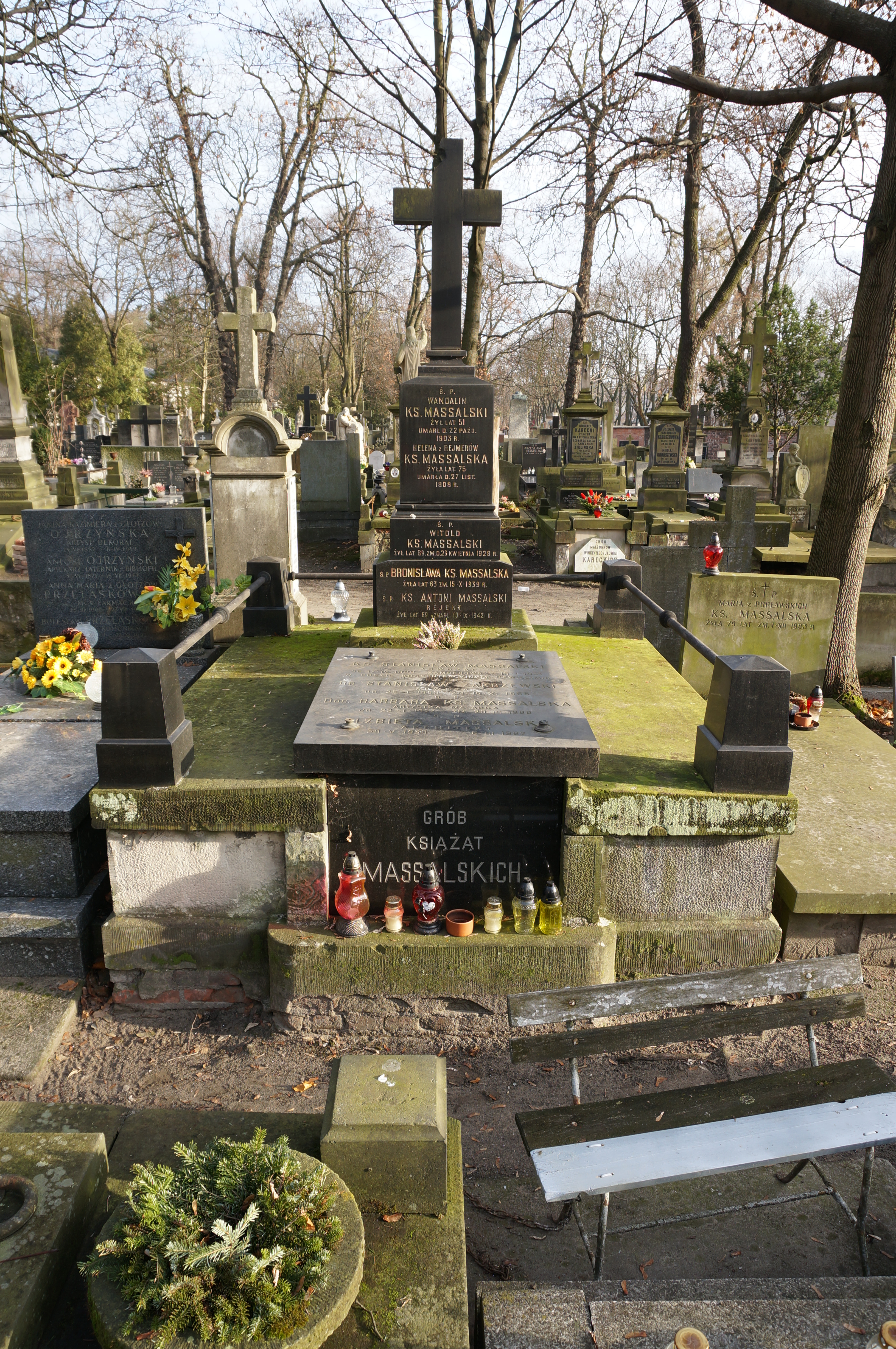
Grób Barbary Massalskiej na cmentarzu Powązkowskim

Barbara Massalska pseudonim Małgosia (ur. 22 stycznia 1927 w Warszawie, zm. 20 marca 1980 Gdańsku) – polska malarka, pedagog PWSSP w Gdańsku.

## Życiorys
Okres wojny artystka spędziła w Warszawie. Jako członek Szarych Szeregów była łączniczką w powstaniu warszawskim. Po upadku powstania została uwięziona przez Niemców i wywieziona do obozu w Bergen-Belsen. Do Warszawy wróciła jesienią 1946 roku, później wyjechała na Wybrzeże.
Studiowała w Państwowej Wyższej Szkole Sztuk Plastycznych w Gdańsku, dyplom uzyskała w 1951 roku. W latach 1952–1980 pracowała w gdańskiej uczelni. Od roku 1964 do 1970 prowadziła Pracownię Malarstwa Ściennego, a następnie Studium Wychowania Plastycznego przy Państwowej Wyższej Szkole Sztuk Plastycznych w Gdańsku.
Artystka brała udział w tworzeniu polichromii kamienic przy ulicy Długiej i Długim Targu w Gdańsku. Uprawiała malarstwo sztalugowe, monumentalne, projektowała mozaiki, malarstwo ścienne i witraże.
Wielkoformatowe obrazy Massalskiej, charakteryzujące się stonowaną kolorystyką. Przedstawiają monumentalne sceny o tematyce biblijnej i mitologicznej (m.in. „Arka Noego”, „Grób”, „Dolina Jozafata”, „Sąd Ostateczny”, „Thanatos”, „Rycerz i smok”), pejzaże („Przedwiośnie”, „Wiosna”) i abstrakcje (cykl „Komozycje”).
Odznaczona Krzyżem Walecznych, W 1969 medal Wojska Polskiego, Krzyżem Armii Krajowej i w 1973 Złotym Krzyżem Zasługi. Została pochowana na cmentarzu Powązkowskim (kwatera 176-2-31/32).